# Jules Lowie
Pour les articles homonymes, voir Lowie.
Jules Lowie est un coureur cycliste belge, né le 6 octobre 1913 à Nokere et mort le 2 août 1960 à Deinze. Il est professionnel de 1935 à 1947.

## Palmarès
- 1934
  - 3e du Championnat des Flandres
  - 3e du Tour de Belgique indépendants
- 1935
  - 5e du Tour de France
  - 7e du Tour des Flandres
  - 9e de Paris-Tours
- 1937
  - 3e de Paris-Bruxelles
- 1938
  - Classement général de Paris-Nice
  - 2e étape de Paris-Saint-Étienne
  - 7e du Tour de France
- 1941
  - 7e du Tour des Flandres
- 1942
  - 5e du Tour des Flandres
- 1943
  - 2e étape du Circuit de Belgique
  - 2e de Paris-Roubaix
  - 2e de l'Omnium de la Route
- 1945
  - 3e du Circuit des régions frontalières
  - 3e du Circuit de Belgique
- 1946
  - 2e de la Coupe Marcel Vergeat
  - 3e du Circuit de Belgique
  - 10e de Paris-Nice

## Résultats sur le Tour de France
4 participations
- 1935 : 5e
- 1937 : non-partant (17ea étape)
- 1938 : 7e
- 1939 : abandon (8ea étape)